# Stephan Beeharry
Stephan Beeharry, né le 19 avril 1975 à Rose Hill, est un joueur mauricien de badminton.

## Carrière
Stephan Beeharry est médaillé de bronze en double hommes avec Denis Constantin et en double mixte avec Marie-Hélène Pierre lors des Championnats d'Afrique de badminton 1998 à Rose Hill. Il est médaillé d'or en double hommes avec Denis Constantin et médaillé de bronze en équipe mixte lors des Championnats d'Afrique de badminton 2002 à Casablanca.
Aux Jeux africains de 2003 à Abuja, il est médaillé de bronze en simple hommes, en double hommes avec Eddy Clarisse et par équipe mixte.
Lors des Championnats d'Afrique de badminton 2004 à Rose Hill, il remporte la médaille d'argent en double mixte avec Shama Aboobakar et la médaille de bronze en double hommes avec Yogeshsingh Mahadnac. Il est médaillé de bronze en double hommes avec Vishal Sawaram, en double mixte avec Karen Foo Kune et par équipe mixte lors des Championnats d'Afrique de badminton 2007 à Rose Hill. 
Il est médaillé de bronze en double mixte avec Amrita Sawaram lors des Championnats d'Afrique de badminton 2010 à Kampala. 
Il est médaillé d'argent aux Championnats d'Afrique par équipes de 2006 et de 2010 et médaillé de bronze aux Championnats d'Afrique par équipes de 2008 et de 2012.